# Pont Palatino
Le Pont Palatino, également connu sous le nom de Ponte Inglese (en italien, le Pont Anglais), est un pont qui relie Lungotevere Aventino à Lungotevere Ripa à Rome (Italie), dans les Rioni Ripa et Trastevere.

## Description
Le pont a été conçu par l'architecte Angelo Vescovali et construit entre 1886 et 1890, à la place de la partie détruite du pont Aemilius (également appelé Ponte Rotto, "Pont Cassé"). Une arche de l'ancien pont romain de 2200 ans avait été détruite par une crue en 1598, tandis qu'un autre arc a été démoli par Vescovali, en 1887, pour faire de la place pour son Pont Palatino, laissant ainsi le pont Aemilius avec juste une seule arche au milieu de la rivière, se trouvant toujours d'ailleurs à côté du pont moderne.
Le Pont Palatino tire son nom de la colline Palatine ou Mont Palatin. Le pont relie le Forum Boarium à la Piazza Castellani, en face de l'île Tibérine ; l'épithète anglais est dû à la circulation à gauche qui s'applique sur le pont, comme au Royaume-Uni.
Il est composé de quatre piles en maçonnerie, avec un tablier en métal, et mesure 155 mètres de long.